# Vatikanische Pinakothek

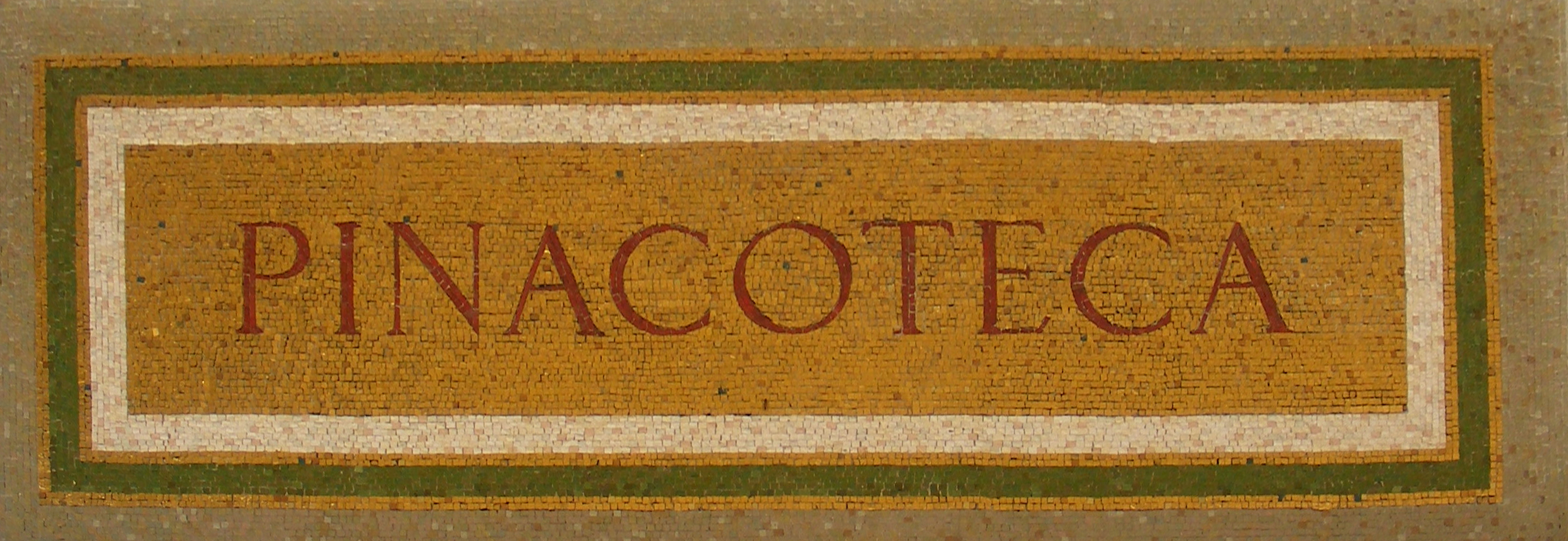

Die Vatikanische Pinakothek (Pinacoteca Vaticana) ist eine Abteilung der Vatikanischen Museen innerhalb der Vatikanstadt. Sie wurde am 27. Oktober 1932 eröffnet.

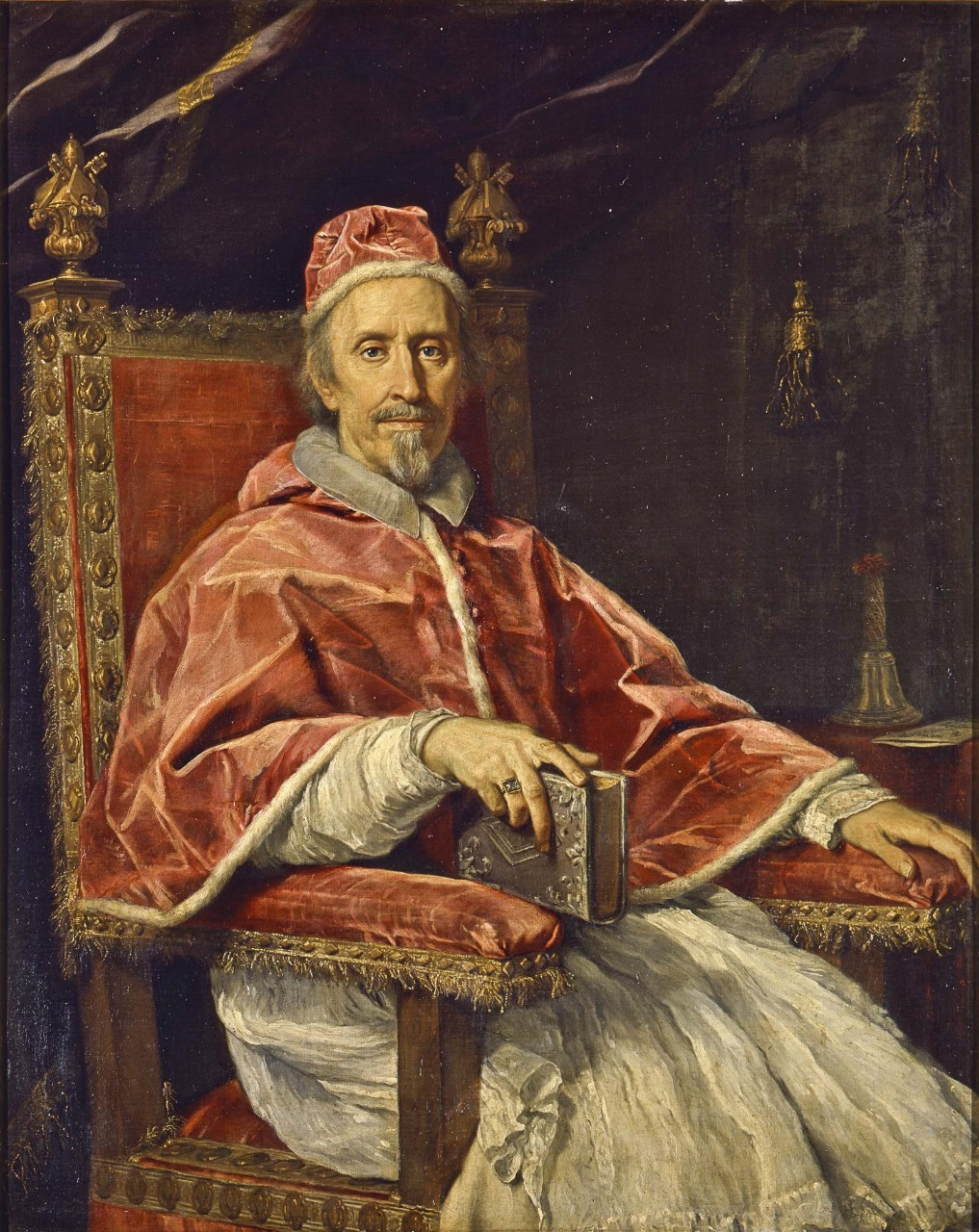
Carlo Maratta: Papst Clemens IX. (Vatikanische Pinakothek)

## Sammlung
Die 16 Säle der Pinakothek zeigen – in chronologischer und regionaler Ordnung – italienische Gemälde und Bildteppiche des 11.–19. Jahrhunderts mit hauptsächlich christlicher Bildthematik.
Als päpstliche Gemäldesammlung werden bedeutende Werke der Renaissance und des Barock, z. B. von Giotto, Fra Angelico, Perugino, Leonardo da Vinci, Raffael, Tizian, Federico Barocci, Caravaggio, Guido Reni, Carlo Maratta und Peter Wenzel ausgestellt. Einige Bilder stammen aus der vatikanischen Petersbasilika, die dort seit dem 17. Jahrhundert durch Mosaikkopien ersetzt wurden.

### Übersicht
Saal I. 12.–15. Jh. (u. a. Nicolò e Giovanni)
Saal II. 13.–15. Jh. (Giotto di Bondone)
Saal III. 15. Jh. (Beato Angelico)
Saal IV. 15.–16. Jh. (Melozzo da Forlì)
Saal V. 15. Jh. (Ercole de’ Roberti)
Saal VI. 15. Jh. (Flügelaltäre)
Saal VII. 15./16. Jh. (Perugino)
Saal VIII. 16. Jh. (Raffael)
Saal IX. 15./16. Jh. (Leonardo da Vinci)
Saal X. 16. Jh. (Schule Raffaels und venezianische Malerei)
Saal XI. 16. Jh. (Federico Barocci)
Saal XII. 17. Jh. (Caravaggio)
Saal XIII. 17. Jh. (Pietro da Cortona)
Saal XIV. 17. Jh. (Carlo Maratta)
Saal XV. 18. Jh. (Giovanni Battista Crespi)
Saal XVI. 19. Jh. (Johann Wenzel Peter,  1745–1829)
Saal XVII. 17. Jh. (Gian Lorenzo Bernini)
Saal XVIII. 15./16. Jh. (Ikonen)

## Gebäude und Garten

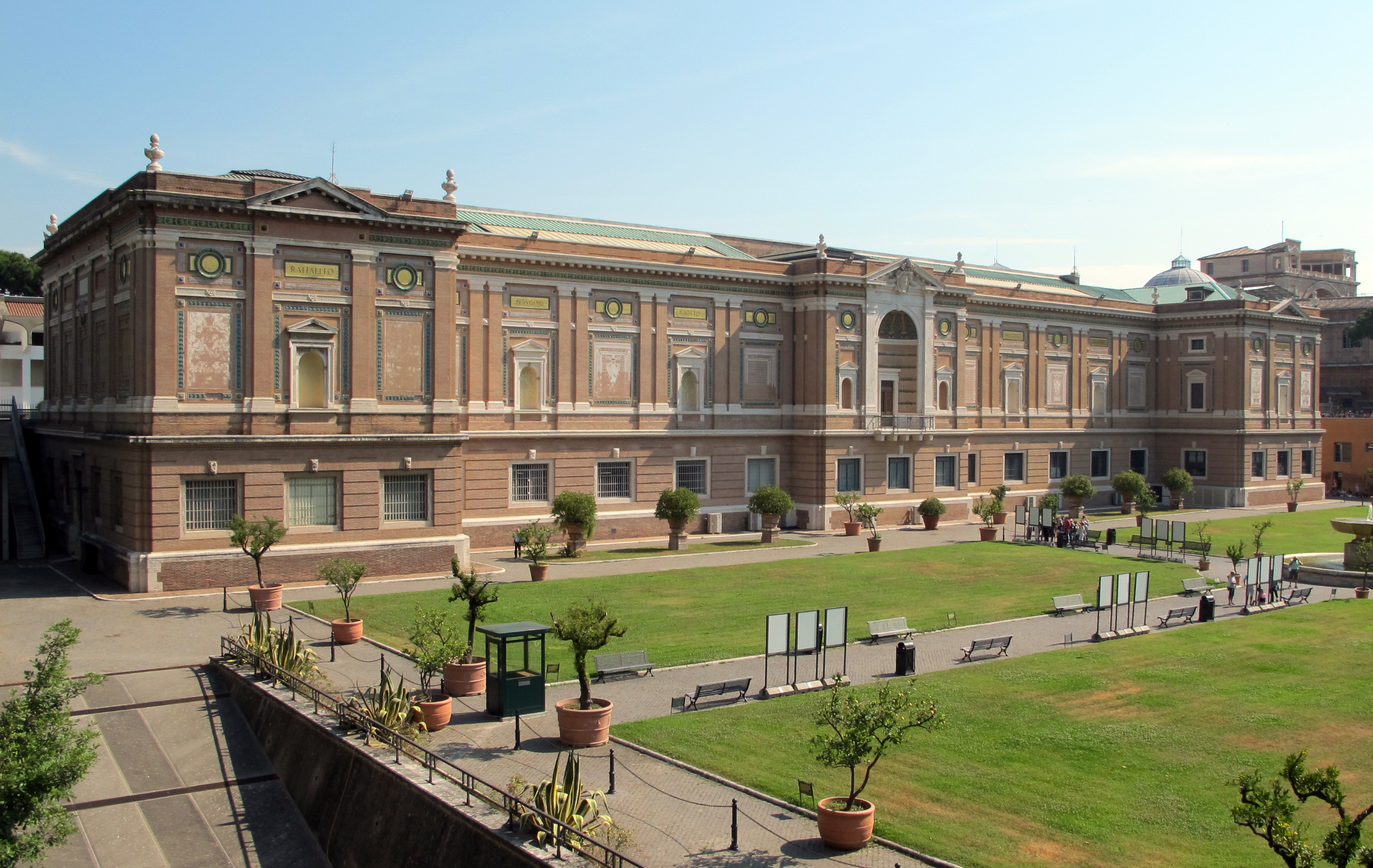
1932 errichtetes Gebäude der Vatikanischen Pinakothek, Gartenseite

Im Auftrag Papst Pius XI. errichtete Luca Beltrami 1932 in den Vatikanischen Gärten einen Neubau für die Vatikanische Pinakothek im lombardischen Renaissancestil mit 16 Sälen. An der Südseite des Gebäudes schließt sich der Giardino Quadrato an, ein rechteckiger Park mit einem Schmuckbrunnen. Das neue Pinakothek-Gebäude diente der definitiven Unterbringung der päpstlichen Gemäldesammlung. Unter Ausnutzung der neuen Räumlichkeiten verdoppelte Papst Pius XI. ihren Gemäldebestand.
Vorher bereits hatte Papst Pius X. die Sammlung der Pinakothek auf 227 Werke erweitert und 1909 in Erdgeschossräumen der westlichen Belvedere-Galerie untergebracht.